# Pedra do Açu
Der Pedra do Açu, auch kurz Pedra Açu, deutsch Zuckerstein, ist mit 2236 Metern nach dem Pedra do Sino die zweithöchste Felsformation des Nationalparks Serra dos Órgãos innerhalb der Serra do Mar in Brasilien.

## Einzelnachweis
1. ↑  https://ecoviagem.com.br/brasil/rio-de-janeiro/petropolis/pedra-do-acu-2236m/